# В'язкість рідини турбулентна
В'я́зкість рідини́ турбуле́нтна або віртуальна (рос. вязкость жидкости турбулентная или виртуальная; англ. liguid turbulent or virtual viscosity; нім. Turbulenz- oder Virtuälflussigkeitsviskosität f) — умовна в'язкість, яка приписується моделі усередненого потоку і викликає появу в цій моделі додаткових уявних сил тертя («сил турбулентного тертя»), що компенсують невраховані зазначеною моделлю поперечні пульсації швидкості. Значення уявних сил турбулентного тертя для моделі усередненого потоку добирається з таким розрахунком, щоб вплив цих сил на формування епюри поздовжніх усереднених швидкостей виявився таким, як і вплив відкинутих поперечних пульсацій швидкостей.
Гіпотеза Прандтля виражає збереження вихровим утворенням (молем) поздовжньої складової кількості руху при переміщенні впоперек потоку в межах довжини змішування. Прандтль пов'язав турбулентну вязкість з градієнтом усередненої швидкості у межах деякої відстані, на якій молі робочого середовища, що утворюють пульсації, зберігають усереднені значення кількості руху, температури, концентрації й швидкості пульсацій. При цьому закон розподілу середніх швидкостей залежить від усереднених пульсаційних швидкостей. Додаткове турбулентне напруження згідно Прандтля:
{\displaystyle \tau _{T}=\rho \,l^{2}\!\mid {d{\overline {u}} \over dy}\mid \!{\operatorname {d} \!{\overline {u}} \over \operatorname {d} \!y}}
Ця формула для характеристики турбулентних потоків має таке саме значення, як і формула Ньютона для ламінарних. Звідки за аналогією з динамічною в'язкістю вводиться поняття турбулентної в'язкості:
{\displaystyle \mu _{T}=\rho \,l^{2}\!\mid {d{\overline {u}} \over dy}\mid }
де довжина шляху змішування {\displaystyle l} оцінюється дослідним значенням константи турбулентності {\displaystyle l=\kappa \!y} тут {\displaystyle y} - відстань від стінки канала чи обтічної поверхні.